# Norme internationale pour la description des institutions conservant des archives
La Norme internationale pour la description des institutions conservant des archives (ou ICA-ISDIAH, International Standard for Describing Institutions with Archival Holdings), élaborée en mars 2008 par le Comité des normes et bonnes pratiques du Conseil international des archives offre des règles générales pour la description de toute entité (institutions culturelles, entreprises, familles) conservant des archives et les mettant à disposition d'usagers.
La normalisation de telles informations vise notamment à faciliter leur traitement dans les systèmes d'information archivistique et la production d'annuaires ou de listes d'autorités.